# Араторе, Марко
Ма́рко Арато́ре (итал. Marco Aratore; 4 июня 1991, Базель, Швейцария) — швейцарский футболист, полузащитник.

## Биография

### Клубная карьера
Родился 4 июня 1991 года в Базеле, в семье итальянского происхождения, и является воспитанником местного клуба «Базель». С 2008 года стал привлекаться к матчам основной команды, но не смог пробиться в состав из-за высокой конкуренции и в итоге сыграл лишь 6 матчей за «Базель», 4 из которых в Лиге Европы, а 2 в Кубке Швейцарии. Большую же часть времени игрок выступал за фарм-клуб «Базеля» в третьем дивизионе, а также на правах аренды за клубы Челлендж-лиги «Тун», «Арау» и «Винтертур». После окончания аренды в «Винтертуре» подписал с командой полноценный контракт и выступал за неё на протяжении одного сезона, после чего, летом 2014 года, перешёл в клуб Суперлиги «Санкт-Галлен». Дебют игрока в высшей лиге состоялся 19 июля 2014 года в матче с командой «Янг Бойз», в котором он вышел на замену на 80-й минуте вместо Джеффри Тринда. Всего провёл за команду 131 матч в чемпионате Швейцарии.
13 августа 2018 года подписал контракт с клубом российской Премьер-лиги «Урал». 19 августа того же года дебютировал в Премьер-лиге, выйдя в стартовом составе на матч 4-го тура против «Зенита». 23 сентября 2020 года расторг контракт с «Уралом».

### Карьера в сборной
Был членом юношеских сборных Швейцарии различных возрастов.